# Kasteel van Chasselas
Het Kasteel van Chasselas (Frans: Château de Chasselas) is een kasteel in de Franse gemeente Chasselas. Het kasteel is een beschermd historisch monument sinds 1979.
Het kasteel werd gebouwd in de veertiende, de zestiende en de achttiende eeuw. Het kasteel bestaat uit een hoofdgebouw, bijgebouwen, drie ronde torens en een toren op de noordsoostelijke hoek van de groententuin.
Het kasteel werd uitgebaat als wijnhuis tot het gebouw werd gekocht door de hotelgroep Millésime. Het werd vanaf oktober 2023 verbouwd tot een hotel.